# Agnes Hacker
Agnes Magdalena Hacker (* 1860 in Insterburg:58; † 6. September 1909 in Schöneberg) war eine deutsche Ärztin und Verfechterin der Frauenbewegung.

## Leben
Als Tochter eines Justizrats und im Kreis zahlreicher Geschwister wuchs Agnes Hacker im ostpreußischen Insterburg auf. Über ihre frühe Lebensentwicklung sind bislang keine Nachrichten bekannt. Es kann daher nur angenommen werden, dass sie wie eine Vielzahl der Ärztinnen aus der ersten und zweiten Generation zunächst eine Ausbildung zur Lehrerin absolvierte, bevor sie sich schließlich zu einem Medizinstudium in der Schweiz entschloss, wo dies bereits zu Ende des 19. Jahrhunderts für Frauen möglich war. An der Universität Zürich immatrikulierte sie sich zunächst (1889/90) an der Philosophischen Fakultät, bis sie 1890 an die Medizinische Fakultät wechselte, wo sie auch 1896 das Staatsexamen ablegte und 1897 promoviert wurde. Ihre Dissertation über ein Verfahren zur operativen Entfernung der Gebärmutter hatte sie bei Friedrich Schauta an der I. Universitäts-Frauenklinik in Wien angefertigt.:223 Es folgte eine Phase der praktischen Weiterbildung, zunächst als Assistentin in der Frauenabteilung der Zürcher Irrenanstalt Burghölzli. Möglicherweise entschied sie sich in dieser Zeit für eine Spezialisierung auf den Bereich der Chirurgie. Weitere Stationen führten sie folgerichtig zu Ernst Wertheim nach Wien und Max Sänger nach Leipzig.:58 1898 zog sie dann nach Berlin. In den verbleibenden elf Jahren ihres Lebens tauchte ihr Name dort in Verbindung mit den „unterschiedlichsten ärztlichen Aktivitäten“ auf. So wurde sie bereits im selben Jahr neben Pauline Ploetz und Agnes Bluhm als Kassenärztin des „Kaufmännischen und gewerblichen Hilfsvereins für weibliche Angestellte“ geführt und im Jahr 1900 als erste Polizeiärztin Berlins berufen, ein Amt, das sie bis 1905 ausübte. Darüber hinaus war sie leitende Ärztin der Weißenseer Bethabara-und-Beth-Elim-Stiftung (heute: Stephanus-Stiftung) und Operateurin, zuletzt Hausärztin der Klinik weiblicher Ärzte. Die Stiftung unterstützte haftentlassene Prostituierte, denen sie eine erste Unterkunft, finanzielle Hilfe und ebensolche bei der Arbeitsplatzsuche bot.:223
Erst im Jahr 1899 beschloss der Bundesrat, auch Frauen zu den ärztlichen, zahnärztlichen und pharmazeutischen Staatsexamina zuzulassen, allerdings unter Ausschluss derjenigen, die ihre Vorbildung im Ausland erhalten oder dort ihre Examen abgelegt hatten. Für Agnes Hacker und weitere Ärztinnen ihrer Zeit wie Franziska Tiburtius und Emilie Lehmus bedeutete dies nicht nur weiterhin eine ungesicherte rechtliche Stellung hinsichtlich ihrer Berufsausübung, sondern stellte auch eine existentielle Belastung dar.:222 In der Nachwirkung des Bundesratsbeschlusses von 1899 wurde im Folgejahr der Krankenkasse des Kaufmännischen und gewerblichen Hilfsvereins für weibliche Angestellte untersagt, nicht in Deutschland approbierte Ärztinnen zu beschäftigen. Eine Weiterarbeit von Bluhm, Hacker und Ploetz war nur noch möglich, indem sie als Vereinsärztinnen auftraten. Eine von Hacker in Gemeinschaft mit der großen Mehrzahl der weiteren Ärztinnen vor dem Bundesrat eingebrachte Petition, auch den Ärztinnen ohne vorherige Staatsprüfung in Deutschland die Approbation zu erteilen, blieb erfolglos. Es war wohl dem Umstand geschuldet, dass Hacker dennoch stark beschäftigt war, dass sie sich erst 1908 zu einer Nachprüfung in Deutschland anmeldete, die auf Grund ihres frühen Todes aber letztlich ausblieb.:62
1997 wurde im sogenannten Ärztinnenviertel in Berlin-Altglienicke eine Straße zu ihren Ehren benannt. Weitere Straßen erhielten die Namen von Dorothea Erxleben, Emilie Lehmus, Josepha von Siebold, Franziska Tiburtius und Martha Ruben-Wolf (1887–1939).

## Familie
Ihre Schwester Adrienne Hacker, eine Kunstmalerin, lebte bis zu ihrem Tod im Jahr 1916 mit der Ärztin Agnes Bluhm zusammen in Berlin, mit der sie auch in einer gemeinsamen Grabstätte beigesetzt wurde. Eine weitere Schwester, Anna, war mit dem Hofschauspieler Arthur Kraußneck (* 9. April 1856 auf Gut Ballethen in Ostpreußen; † 21. April 1941 in Berlin; wirklicher Name Arthur Carl Gustav Müller) verheiratet.

## Die Frauenklinik
Bereits kurz nach ihrer Ankunft in Berlin im Jahr 1898 begann Agnes Hacker mit ihrer Arbeit in der Berliner Klinik weiblicher Ärzte. Nicht zuletzt ihre zuvor in Zürich, Wien und Leipzig gesammelten Erfahrungen auf dem Gebiet der Chirurgie kamen ihr dort zugute. Sie selbst bemaß dieser Tätigkeit eine größere Bedeutung zu als der Praxisarbeit. Ab 1905, dem Jahr, als sie ihr Amt als Polizeiärztin niederlegte, übernahm sie auch die Leitung der Klinik, was sich in der Zahl der durchgeführten Operationen bemerkbar machte.:226 Während die Zahl der Operationen durchaus auf dem Stand vergleichbarer Kliniken lag, forcierte Hacker frühzeitig eine Klinikerweiterung. Zu diesem Zweck begründete sie im Jahr 1908, mit der bereits nicht mehr praktizierenden Franziska Tiburtius, die Vereinigung weiblicher Ärzte zur Gründung eines Frauenkrankenhauses in Großberlin.:58 f. 17 der 18 Berliner Ärztinnen wurden Mitglied.:226 Als Ziel hatte man die großen Frauenkliniken in Boston, London oder New York im Blick und plante den Neubau eines Krankenhauses. Auf Grund der umtriebigen Vereinstätigkeiten konnte innerhalb des Knoop’schen Krankenpensionats (Karl-Schrader-Straße 10) zunächst die Krankenpflegestation erweitert werden. Der Operationssaal wurde aus Eigenmitteln der Ärztinnen nach modernsten Gesichtspunkten ausgestattet, wobei Agnes Hacker den größten Teil zugab. Die Klinik war ihr Lebensmittelpunkt. Sie bezog Wohnung in der Klinik, stand ihr als Hausärztin vor und war, so Agnes Bluhm, „gleichzeitig die fürsorgende Pflegerin“. Bald nach ihrem Tod richtete der Verein „Frauenwohl“ die „Agnes-Hacker-Stiftung“ ein, aus der ein Freibett finanziert wurde.:58 f. Für Agnes Hacker war es von elementarer Bedeutung, eine Klinik zu gründen, die „nur für Frauen bestimmt und unter Leitung von weiblichen Ärzten […] von einer weiblichen Architektin gebaut […]“ entstand.:227 Letztlich blieb dem Klinikneubau die Realisierung versagt. Nach Hackers frühem Tod fehlte es an einer Nachfolgerin, die das Projekt hätte weiterbetreiben können.:229

„Mit anerkannt hervorragendem Geschick führte sie die Operationen aus, ja ihre Neigung ging hauptsächlich auf dieses Gebiet hin. Dr. Hacker hat durch jahrelange Betätigung bewiesen, daß auch selbst in der Chirurgie die Frauen Hervorragendes zu leisten imstande sind. Die Ruhe, Entschiedenheit und Kraft, mit welcher Dr. Hacker schwierige Operationen ausführte, werden selbst von ihren männlichen Kollegen anerkannt, die im allgemeinen immer noch die Fähigkeiten der Ärztinnen nicht gerne gelten lassen…“

## Frauenbewegung
Als Polizeirätin gehörte es zu den Aufgaben von Agnes Hacker, die Erstuntersuchungen an den der Prostitution tatsächlich oder vermeintlich nachgehenden und in Berlin lebenden Frauen vorzunehmen. Dass sie dieser Aufgabe, zumal als nicht in Deutschland approbierte Ärztin nachgehen konnte, hatte ihre Ursache wohl in der sogenannten Sittlichkeitsbewegung. Nach zahlreichen Übergriffen seitens der männlich dominierten Polizei kam es nicht nur aus dem Umfeld der Frauenbewegung zur Forderung nach weiblichen Sittenärzten. Eine Debatte zu diesem Problemfeld wurde umfassender innerhalb der »abolitionistischen Bewegung« geführt. Dabei gilt zu bemerken, dass Hackers Tätigkeit im Kreis der »Internationalen Abolitionistischen Föderation«, der sie selbst angehörte, durchaus kritisch gesehen wurde. Doch kam es ihr darauf an „[…] die Härte eines von ihr bekämpften, aber noch bestehenden Systems zu mildern […]“.:60 f. Agnes Hacker gehörte zahlreichen weiteren Vereinen und Organisationen an, die sich dem Kampf gegen überkommene Moralvorstellungen und der Einschränkung von Frauen in ihren Rechten verschrieben hatten, darunter der „Deutschen Gesellschaft zur Bekämpfung von Geschlechtskrankheiten“, dem Berliner „Verein Frauenwohl“, seit Gründung 1902 des „Deutschen Vereins für Frauenstimmrecht“, des Vereins „Frauenbildung – Frauenstudium“ und als Vorstandsmitglied des „Deutschen Lyceum-Clubs“. Sie war ferner Mitunterzeichnerin des Gründungsaufrufs vom „Deutscher Bund für Mutterschutz und Sexualreform“ (als eine von nur wenigen Ärztinnen) und wirkte als Mitglied der „Kommission zur Hebung der Sittlichkeit“ innerhalb des „Bundes Deutscher Frauenvereine“ an einem Petitionsentwurf zum Thema der Geschlechtskrankheiten mit.:61 1904 sprach sie als einer der wenigen weiblichen Votanten an der Jahresversammlung beim Wissenschaftlich-humanitären Komitee in Berlin.
Nach Agnes Bluhm war Hacker eine vehemente Verfechterin des Ansatzes der Frauenbewegung, dass der beste Arzt für eine Frau auch weiblich sein müsse. Augenscheinlich waren ihre Zeitgenossinnen der Auffassung, dass sie den Positionen der Frauenbewegung derart nahekam, dass man ihr zu Ende des Jahres 1907 antrug, im Jahr 1909 als Sachverständige der Section Health zur Generalversammlung des Internationalen Frauenbundes nach Toronto zu reisen. Für die Ehre sich bei Marie Stritt bedankend, kündigte sie an, weitere Frauen zur Reise animieren zu wollen. Auf Grund ihrer Erkrankung konnte sie die Überfahrt nicht mehr antreten.:63

## Schriften
- Über abdominale Totalexstirpation des schwangeren myomatösen Uterus. Karger, Berlin 1897, OCLC 610718394 (Dissertation, Universität Zürich, 1897; Digitalisat).